# Oekraïens Schild

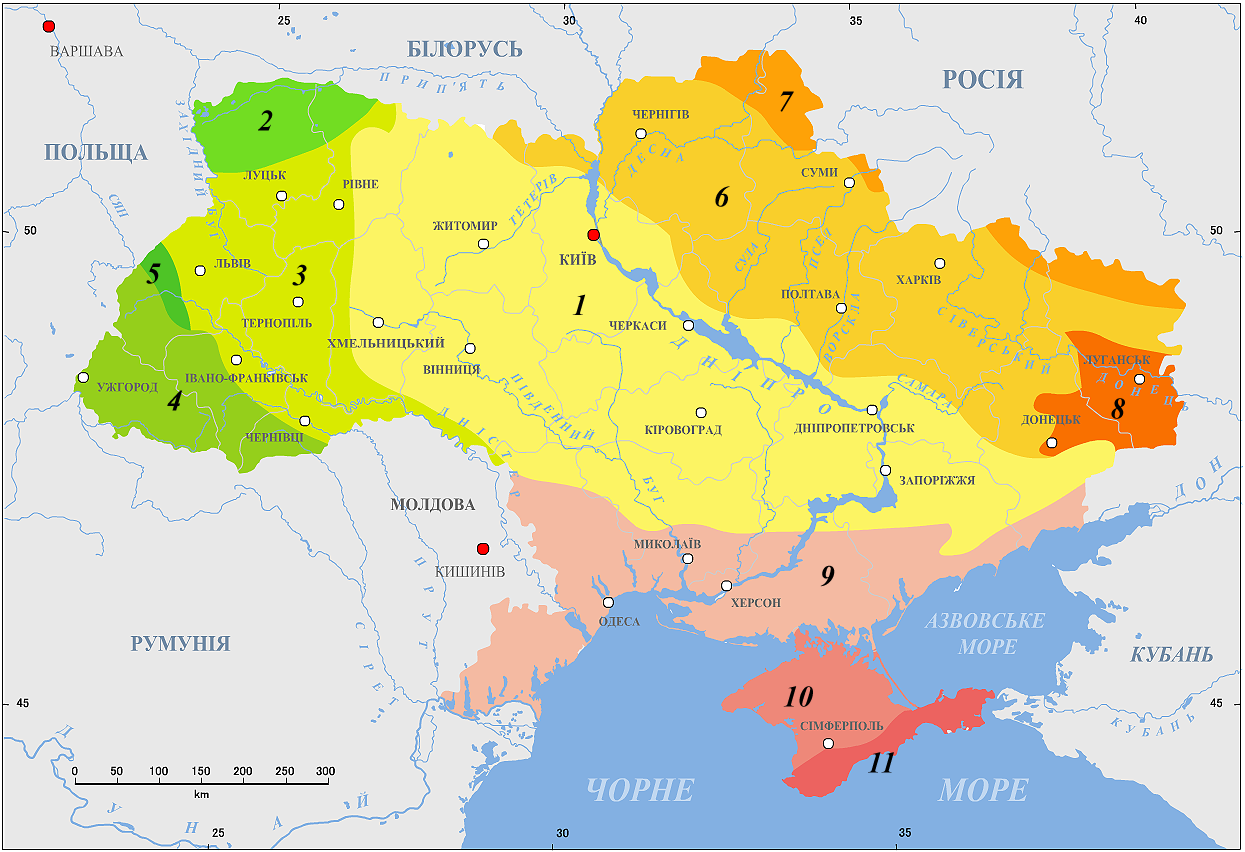
1. het Oekraïens Schild

Het Oekraïens Schild is een schild, een geologische structuur, die het midden en westen van Oekraïne beslaat. Hier komen oude, op andere plaatsen dieper gelegen gesteenten uit het Proterozoïcum en Archeïcum aan het oppervlak. 
Het landschap hier bestaat uit golvend heuvelland, dat ongeveer 100 km ten noorden van de Zwarte Zee begint en zich ongeveer 700 km uitstrekt tot aan de Poolse grens. Het westen vormt het hoger gelegen Podolisch Plateau.
Geologisch gezien behoort het gesteente van het Oekraïens Schild tot het Oost-Europese Kraton, waar ook het Baltisch Schild van Scandinavië deel van uitmaakt. De twee schilden worden gescheiden door het Oost-Europees Platform ten noorden van Oekraïne, waar het kraton zich dieper in de ondergrond bevindt. In het westen wordt het Oekraïens Schild begrensd door de Karpaten, een gebergte dat is ontstaan tijdens de Alpiene orogenese in het Cenozoïcum.